# Environnement au Brésil

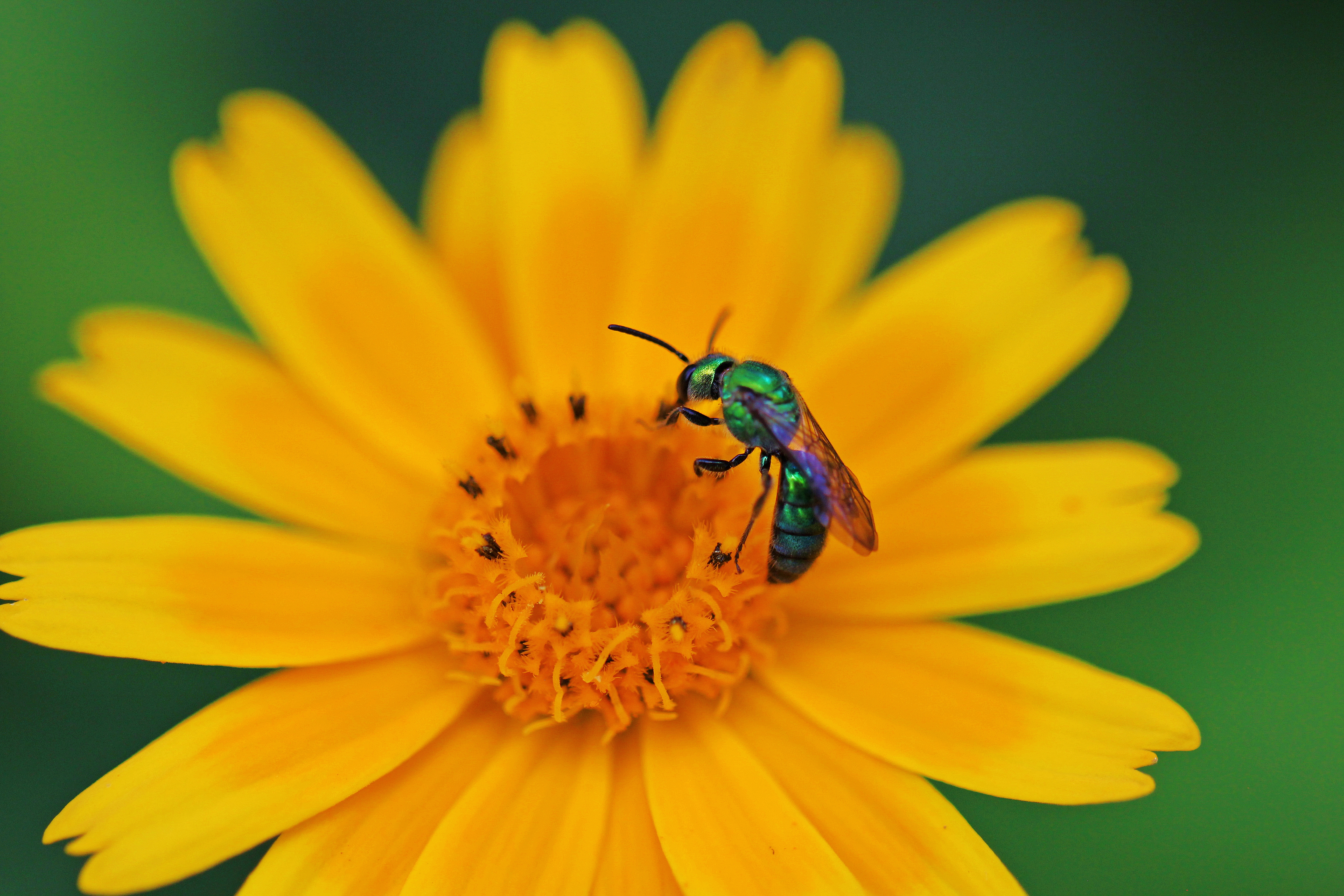
Un insecte, une fleur, dans l' Área de Proteção Ambiental Marinha do Litoral Norte, au Brésil. Octobre 2019.

L'environnement au Brésil est l'environnement (ensemble des éléments - biotiques ou abiotiques - qui entourent un individu ou une espèce et dont certains contribuent directement à subvenir à ses besoins) du pays Brésil. La question de l'environnement du Brésil est hors-norme à plus d'un titre : première zone de biodiversité au monde, la forêt brésilienne joue un rôle important dans le cycle du carbone mondial. La ressource en eau du territoire est exceptionnelle ; elle participe à une production agricole largement excédentaire et exportatrice, mais aussi à la production d'énergie.
La déforestation du Brésil a longtemps été la plus importante au monde, et reste préoccupante. Elle conduit à un impact écologique majeur (atteinte au « poumon vert », émission de CO2, développement du réseau routier et fragmentation écologique...). Les produits agricoles brésiliens participent à une consommation alimentaire mondiale excessive d'un point de vue environnemental (viande bovine ou soja pour alimenter le cheptel étranger), et à la perte de surfaces agricoles au profit de biocarburants.
L'empreinte écologique par personne du Brésil était en 2012 de 3 hag, ce qui est supérieur à la moyenne mondiale (2,6 hag). La biocapacité par personne était de 9 hag, de sorte que le Brésil est en excédent écologique. Cependant, la biocapacité par tête ayant considérablement diminué à cause de la croissance démographique du pays et un peu à cause de la perte de capacité forestière due à la déforestation de l'Amazonie, l'excédent écologique du Brésil diminue de façon très préoccupante depuis 1961.
L'urbanisation s'est beaucoup développée depuis les années 1940, avec de très grandes villes.
La défense de l'Amazonie est une cause internationale, mais les premiers acteurs restent les peuples indigènes de la forêt. Le Brésil est l’un des pays les plus dangereux pour les activistes de l’environnement, les meurtres sont fréquents.

## La biodiversité au Brésil

### Milieux

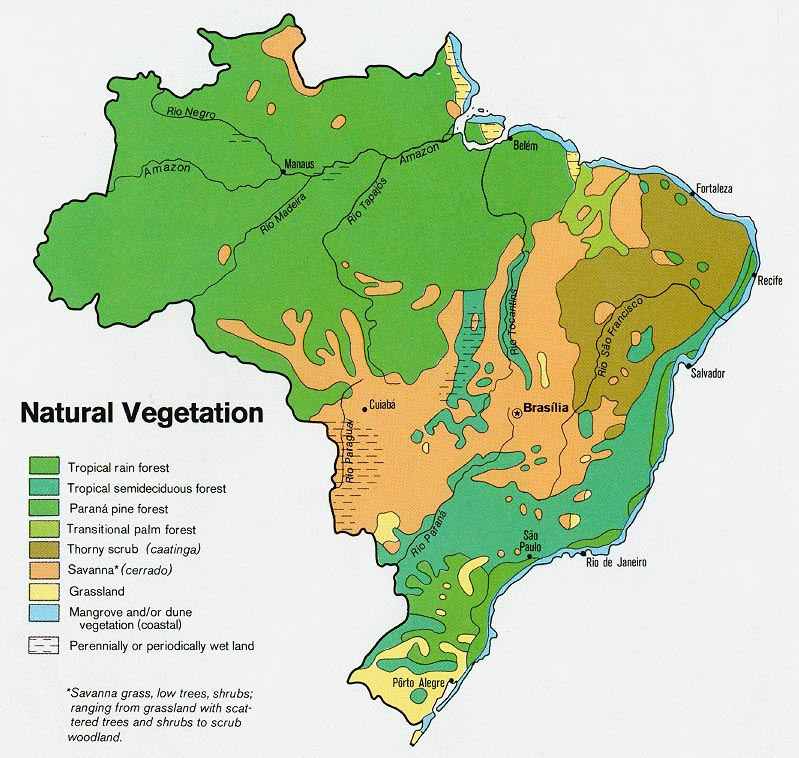
Végétation.

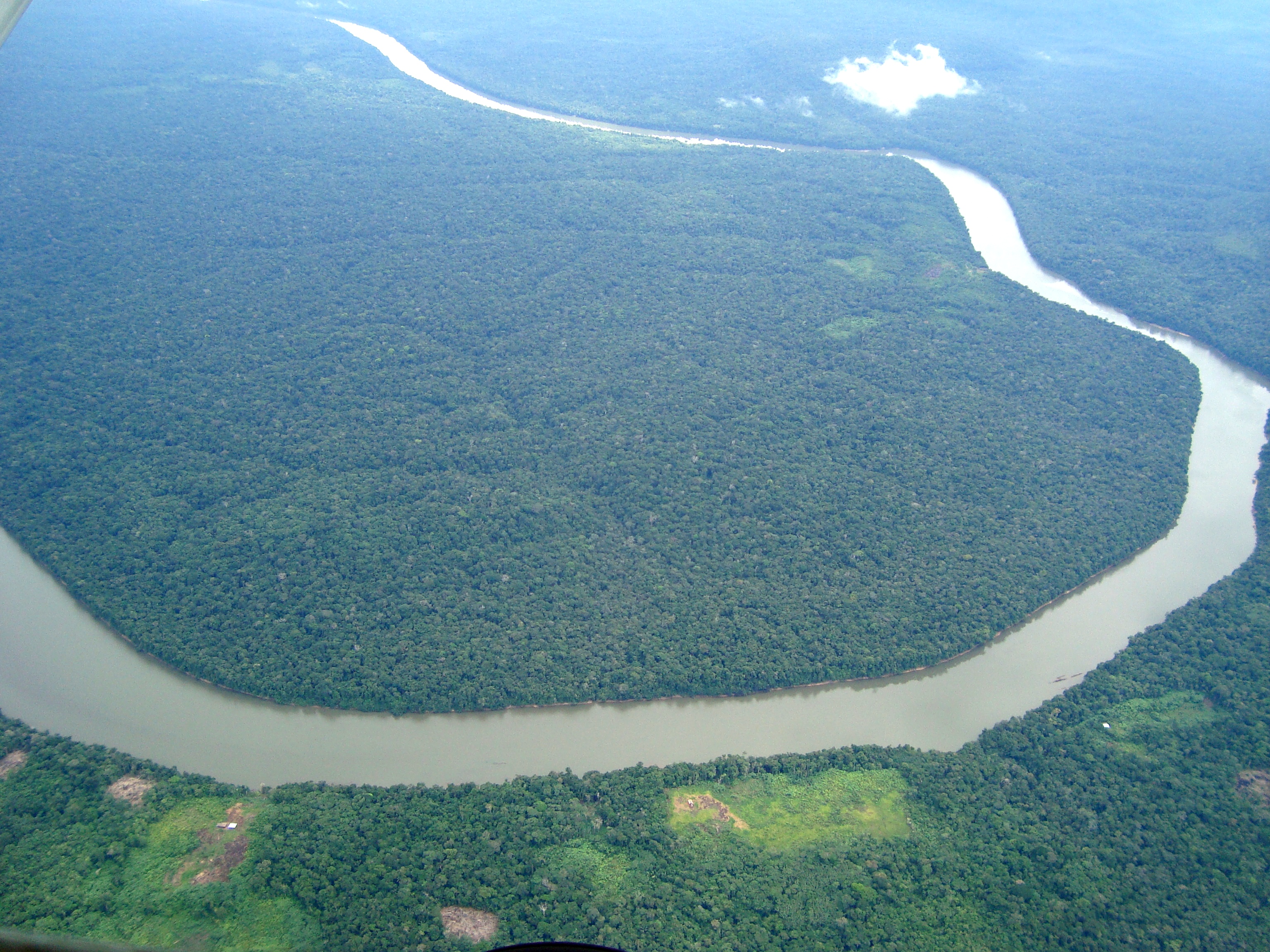
Vue aérienne de la Forêt amazonienne, la plus grande forêt tropicale du monde.

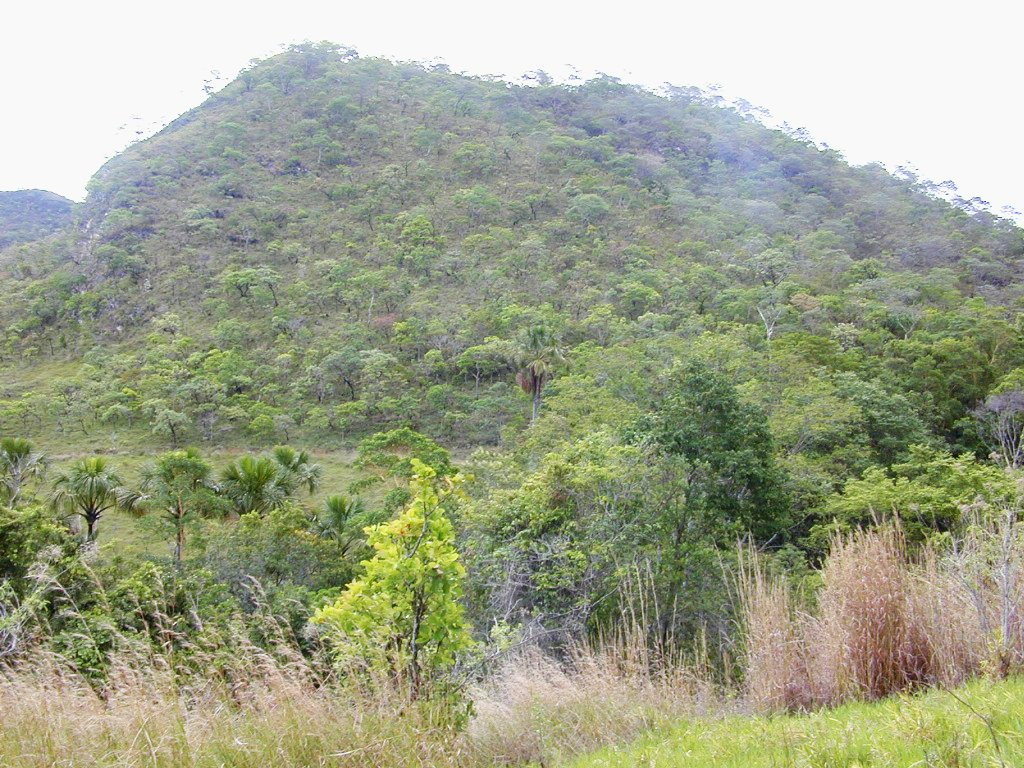
Le cerrado au Brésil.

Jaguar, (Forêt amazonienne).

La taille du Brésil, son climat varié, la présence du plus grand bassin forestier de la Terre (l'Amazonie, avec le fleuve Amazone, plus grand fleuve du monde) donnent au pays le statut de première zone de biodiversité du monde. Le Brésil est un des 17 pays mégadivers identifiés en juillet 2000 par le programme des Nations unies pour l'environnement. Plus de 90 % du territoire brésilien se situe en zone tropicale ; le pays offre néanmoins une grande diversité de climats du Nord au Sud. Le Brésil comporte cinq régions climatiques différentes  : équatoriale, tropicale, semi-aride, tropicale d'altitude et subtropicale.
Six biomes distincts se partagent le territoire brésilien :
- la forêt tropicale humide (forêt amazonienne, forêt atlantique et forêt ombrophile mixte),
- la forêt tropicale sèche (littoral atlantique du Nord-Est et forêt sèche de Chiquitano près de la frontière bolivienne),
- les prairies et savanes inondées (au Pantanal),
- la savane (cerrado et caatinga),
- la mangrove (sur le littoral).
- les prairies, savanes et brousses tempérées (ou pampa dans l'extrême Sud).

Le Brésil abrite 60 % de la forêt amazonienne. La surface forestière était estimée à 478 millions d'hectares en 2005 d'après la FAO. En 2006, les agriculteurs abritaient dans leurs propriétés 858 000 km2 de forêts (10 % du territoire national), dont 500 000 km2 au titre de Réserve Légale.

### Faune et flore

#### Espèces présentes
Les scientifiques estiment que le nombre total d'espèces végétales et animales au Brésil est d'environ quatre millions. Si l'Amazonie fait figure d'emblème de la biodiversité, le Cerrado abriterait 5  % de la biodiversité mondiale, avec de nombreuses espèces endémiques. 
Plus de six cents espèces de mammifères sont présentes au Brésil, dont plusieurs de la famille des félins, comme le jaguar, le puma et l'ocelot. Parmi les autres mammifères, on trouve des paresseux, des antas (Tapirus terrestris), des tatous, des dauphins marins, des renards, des capybaras (grands rongeurs aquatiques dont certains peuvent peser jusqu'à 66 kg), et environ trente espèces de singes. 
Le Brésil compte par ailleurs 1 704 à 1813 espèces d'oiseaux connues, ce qui en fait le 3e pays avec le plus d'espèces d'oiseaux au monde.
Les naturalistes ont répertorié plus de 100 000 invertébrés au Brésil, parmi lesquels plus de 70 000 insectes. Les termites nommées Syntermes dirus ont réalisé, sur une durée estimée à 4 000 ans, près de deux cents millions de monticules de terre d’environ 2,5 m de haut, sur une étendue de 230 000 km2 dans le nord-est du Brésil, dans une région encore épargnée par l’agriculture intensive.

#### Extinctions
Le Brésil est très touché depuis le début du XXe siècle par la disparition de plantes, principalement victimes de la déforestation
En 2017, une épidémie de fièvre jaune provoque la disparition de plusieurs espèces de primates dans les forêts atlantiques du littoral brésilien.
Un tiers des espèces d'insectes recensées au Brésil est en risque d’extinction.

#### Espèces nuisibles

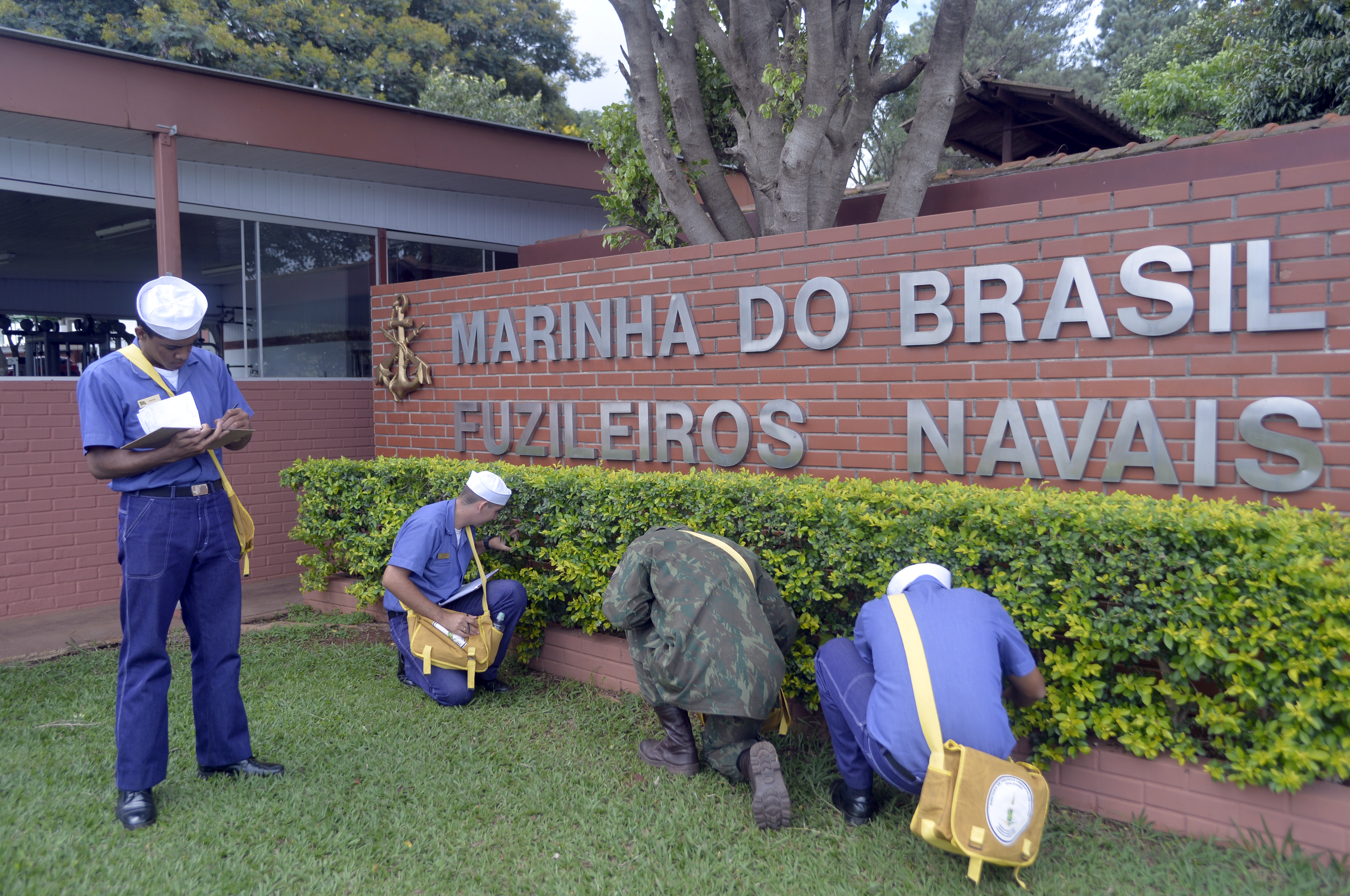
Fusiliers-marins mobilisés contre les gîtes de moustiques tigre de leur propre base, Brésil, 2016.

Le moustique tigre, introduit pour la première fois aux États-Unis en 1985 (Texas), le fut au Brésil dès 1986. C'est un vecteur de maladies important pour l'Homme.
L'abeille africanisée a été introduite au Brésil en 1956. Très agressive, elle s'est répandue depuis jusqu'en Amérique du Nord et peut chasser les colonies d’abeilles italiennes établies.

### Zones protégées
Conscient des effets désastreux de la déforestation, à la fois en termes d'image internationale et de conséquences environnementale, les autorités brésiliennes (au niveau fédéral et aux niveaux subalternes) ont classé une partie importante du territoire en aires protégées. En part de la superficie protégée, le Brésil fait partie du haut du classement avec 29 % de superficie terrestre protégée. En superficie absolue, le Brésil possède le plus grand territoire protégé du monde, avec 2,4 millions de km2. Les opérations de reforestations offrent un bilan en demi-teinte : les défrichements se sont ralentis en Amazonie et dans le Cerrado, mais les reboisements ne compensent toujours pas les pertes annuelles de surfaces boisées dans ces deux régions. 
Le pays compte 70 Parcs nationaux, gérés par l'Institut Chico Mendes. 
En 2006, un Parc a été inclus à la liste des géoparcs reconnus par l'UNESCO.

## Impacts sur les milieux naturels
En avant propos, il faut noter qu'au-delà des impacts forts sur les milieux naturels, les activités humaines ont également un impact social important, avec des pratiques d'esclavage moderne, surtout dans les exploitations agricoles, la production de bois, de charbon de bois, et l’élevage du bétail du front pionnier, dans le Nord et le Centre-Ouest. 

### Activités humaines

#### Déforestation

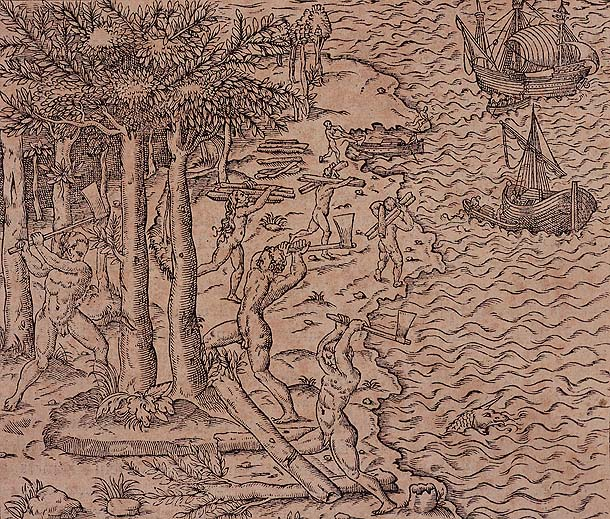
Vers 1570, au Brésil, avec des haches importées, les amérindiens coupent leurs forêts pour les européens Come ce peuple couppe et porte le brèsil es navires ; in Cosmographie universelle illustrée de diverses choses remarquables Vol. 2, André Thevet (franciscain), 1575

Le Brésil était le premier pays destructeur de forêts pour 2000-2005 avec 3,1 millions ha/an détruits (0,6 % de déforestation). En 2012, il a par contre abattu deux fois moins d'arbres que l’Indonésie. Et la déforestation est tellement forte au niveau mondial que le Brésil, qui détenait 9,8 % des forêts mondiales, en est aujourd’hui à 28,3 %. L'Amazonie est la plus touchée par l'ampleur des défrichements, en superficie, mais pas en part de sa surface boisée initiale. En 2016, 19,3 % de la surface forestière originale amazonienne a été défrichée. La forêt atlantique et le cerrado, savane partiellement arborée occupant le centre du pays, ont connu des déboisements plus important encore en proportion. Ainsi, la moitié de la végétation originelle du Cerrado a disparu depuis 1950.
En 2007, ce sont 22 000 incendies volontaires qui ont été décomptés dans la forêt amazonienne. Ces incendies, qui visent à dégager des terrains pour les cultures sont à l'origine des trois-quarts des émissions de CO2 du Brésil. Entre août 2017 et juillet 2018, 7.900 km² de forêt ont été déboisés, selon des chiffres du ministère brésilien de l’Environnement, ce qui représente une augmentation de 13,7 % de la déforestation par rapport à la période 2016-2017. 
La déforestation s’accélère encore avec l'arrivée au pouvoir du président d'extrême droite Jair Bolsonaro.  De juillet 2019 à juillet 2020, la déforestation augmente d’au moins 34,5 % au Brésil, selon les données officielles. Celle-ci a encore augmenté de près de 22 % entre août 2020 et juillet 2021. L’exploitation forestière dans la plus grande forêt tropicale du monde s’est étendue sur 13 235 km2 au cours de la période 2020-2021, la valeur la plus élevée depuis 2005-2006 (14 286 km2).
En 2022, la déforestation continue, le Brésil faisant partie en valeur absolue des pays où la superficie déforestée a été la plus importante - avec l’Indonésie, la Bolivie et la République démocratique du Congo. Début 2023, la déforestation diminue, cette tendance restant à confirmer dans le cadre de l'objectif de mettre fin à la déforestation au Brésil dès 2030 par le Président Lula.

#### Bois illégal et exporté
Aucune donnée officielle précise et exhaustive n’existe sur le volume total de bois illégal exporté par le Brésil, mais plusieurs enquêtes et rapports permettent d'estimer l'ampleur du phénomène et de donner des ordres de grandeur :
- Selon l’institut de recherche IMAZON, près de 78 % des surfaces forestières exploitées en Amazonie brésilienne dans l'État du Pará le sont illégalement, ce qui indique que la majorité du bois extrait a une origine illégale[25] ;
- Une enquête menée par Agência Pública a révélé que, depuis le début de l'administration Bolsonaro, les entreprises associées à l’Association des industries exportatrices de bois de l’État du Pará (AIMEX) ont exporté à elles seules 174 000 tonnes de bois, principalement vers les États-Unis et l’Europe. L’enquête a également permis de montrer que ces sociétés ont, entre février 2020 et mai 2021, commercialisé au moins 12 500 tonnes de bois provenant d’espèces forestières considérées comme menacées par le Service brésilien des forêts (SFB), ce qui suggère un risque élevé d'illégalité pour une partie importante des volumes exportés[26] ;
- Pour des essences précieuses comme l'ipé, Greenpeace a documenté des cas où le volume déclaré à l'exportation est jusqu’à 10 fois supérieur au volume réellement présent dans les concessions, ce qui illustre l’ampleur des fraudes et du blanchiment de bois illégal à l'export[27].

#### Agriculture

Les zones productrices de café au Brésil (orange foncé) sont situées dans le sud du pays.

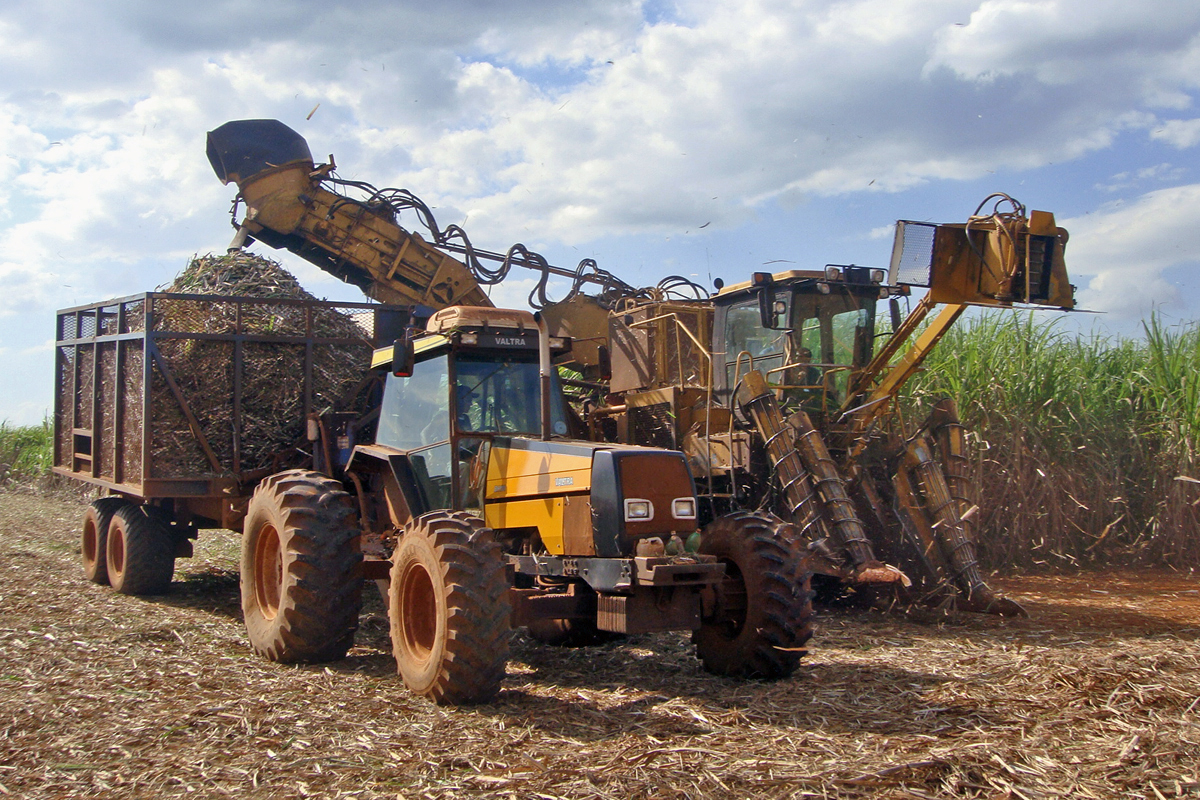
Récolte mécanisée de canne à sucre au Brésil.

Historiquement, l'agriculture exportatrice a démarré avec la culture de canne à sucre au début du XVIe siècle. La production de coton s'est développée au début du XIXe siècle, puis celle du café à partir du milieu du siècle. Cette agriculture commerciale historique s'est réalisée avec une exploitation, d'abord des Indiens, ensuite des esclaves africains. L'esclavage a duré plus de 4 siècles et fait des millions de victimes.
Au XXIe siècle, certaines cultures commerciales telles que le soja, le Brésil étant l'un des plus gros exportateurs mondiaux de cette plante, ou la canne à sucre (utilisée en particulier pour l'éthanol) sont en plein essor. Le Brésil est le premier exportateur au monde de biocarburants et le deuxième producteur. C'est également le premier producteur mondial de café, de sucre, de jus d’orange, de soja. De 2010 à 2012, c'est le 3e producteur au monde de tabac, et en 2012-2013, le 4e exportateur de coton. Le conglomérat japonais Mitsui a acheté, en novembre 2007, 100 000 ha de terres agricoles au Brésil pour produire du soja. Un tel niveau de productions végétales est corrélé à des prélèvements d'eau importants, en particulier pour la culture du coton. Par ailleurs, plusieurs plantes génétiquement modifiées ont obtenu l'autorisation de culture au Brésil : le soja, le maïs, le cotonnier et enfin un haricot.
Les productions animales sont également largement excédentaires. Le Brésil est le premier producteur mondial de viande bovine (bœuf) et de volaille. Il possède le 2e cheptel bovin au monde en nombre de têtes(derrière l'Inde, dont le cheptel compte 325 millions d'individus, notamment buffles et zébus ), avec 211 millions de têtes. Ces productions ont un impact fort sur l'environnement : il faut par exemple 15 500 litres d'eau pour produire un kg de viande de bœuf. Et l'élevage bovin est responsable au niveau mondial de 9,7 % des émissions totales de gaz à effet de serre (soit plus que le secteur des transports). La pollution des eaux et la souffrance animale sont également pointées.
Le Mato Grosso do Sul à la frontière avec le Paraguay, est le théâtre d'un conflit meurtrier entre les Amérindiens, notamment Guaranis, et les agriculteurs. Certains pâturages et plantations sont reconnus comme terres indigènes mais la justice tarde à y réintégrer les tribus.
Le Brésil est le premier consommateur de pesticides au monde, avec plus de 500 000 tonnes par an. En 2017, le pays représentait 18 % du marché mondial des pesticides. Un Brésilien meurt presque tous les deux jours intoxiqué par les pesticides (principalement des ouvriers agricoles).

#### Transports

##### Réseau routier et ferré

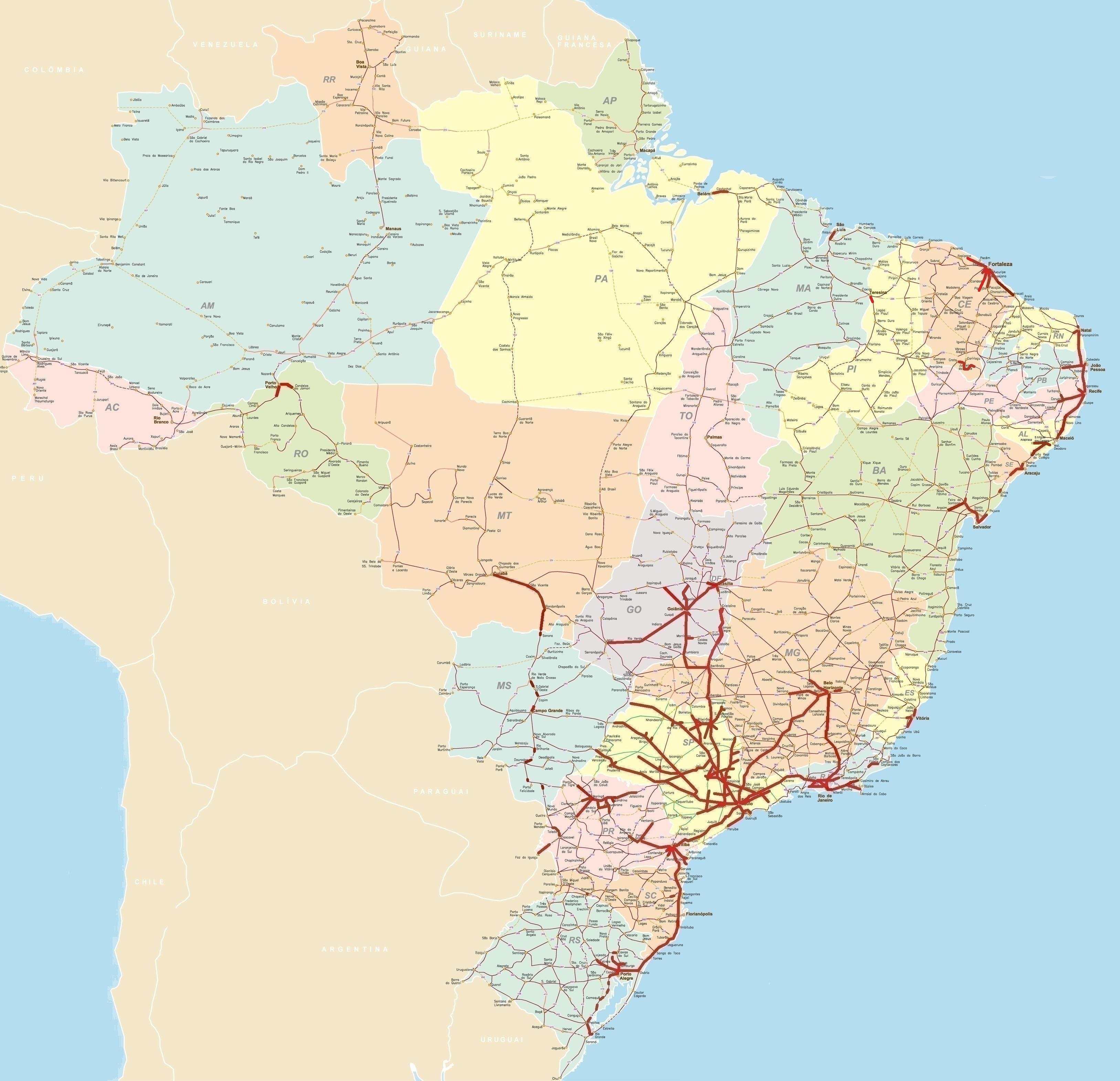
Réseau routier au Brésil, les voies rapides sont mis en évidence en rouge. L'État de São Paulo, qui a le contrôle étatique sur les routes fédérales sur son territoire, dispose d'un des meilleurs réseaux routier du pays.

Le transport routier s'est développé parallèlement à l'augmentation de la surface défrichée. L'exportation massive de certaines productions agricoles provoque des flux de camions importants ; après la récolte du soja, l'attente des camions au principal port exportateur, Paranaguá, peut entrainer des bouchons de plusieurs dizaines de kilomètres, jusqu'à 100!
Le réseau routier quadrille l'espace, conduisant à une fragmentation écologique importante. Entre 2004 et 2007, environ 17 000 km de routes ont été construits chaque année. Une grande partie des routes en Amazonie ont été construites illégalement.
Le pays possède également un vaste réseau ferroviaire de 28 857 km de voies ferrées, le dixième plus grand de la planète.

##### Voies aériennes et maritimes
Il y a environ 4 000 aéroports et aérodromes de toutes tailles au Brésil : parmi ce chiffre, on compte 2 500 aéroports (comprenant 721 pistes d'atterrissage au total), ce qui fait du Brésil le deuxième pays au monde avec le plus d'aéroports, derrière les États-Unis,.
Le Brésil compte un grand nombre de ports ; parmi les 37 principaux, le plus important est celui de Santos. Le pays dispose également de 50 000 km de voies navigables.

#### Industries

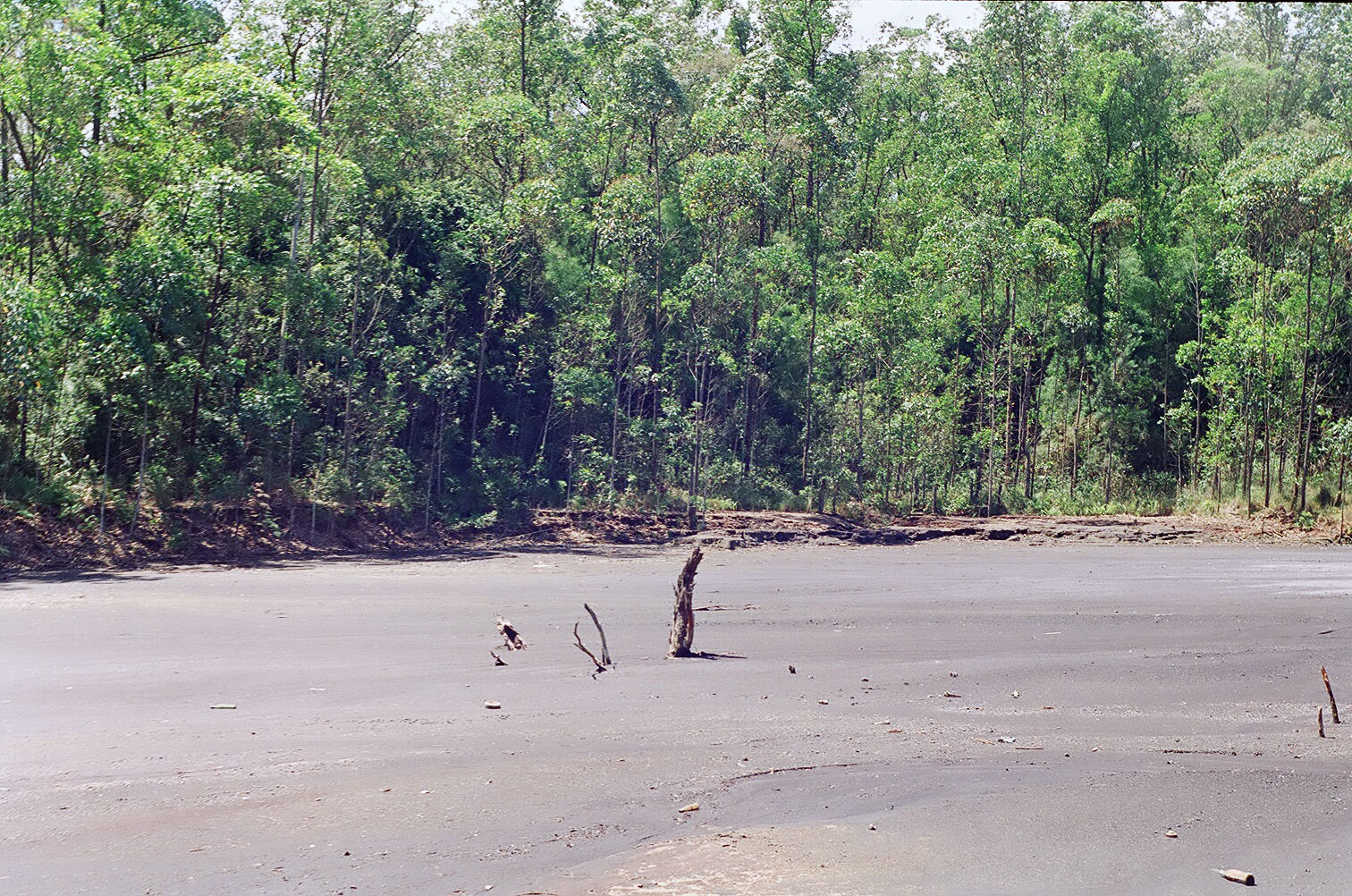
Dégradation de la forêt tropicale due à la mine de charbon de Siderópolis (Brésil).

L'industrie utilise de vastes quantités d'eau. En 2009, le Brésil était le 9e producteur mondial de papier.
Une activité minière mal conduite engendre une dégradation des sols et une pollution de l'eau.
Le gouvernement dirigé par Jair Bolsonaro veut légaliser l'exploration pétrolière et gazière ainsi que la construction de barrages hydroélectriques sur des terres indigènes.

#### Impacts combinés
C'est souvent l'effet cumulé de différentes actions de l'homme qui mettent en danger les habitats et espèces. Par ailleurs, les pays important des ressources du Brésil jouent un rôle dans cette menace.  Par exemple, la survie du singe-araignée commun (Ateles paniscus) est compromise par l’exploitation forestière et la production agricole entraînées par la consommation de biens aux États-Unis.

### Pression sur les ressources
Le Brésil est parvenu à augmenter le taux d'électrification jusqu'à 98 % en 2009.

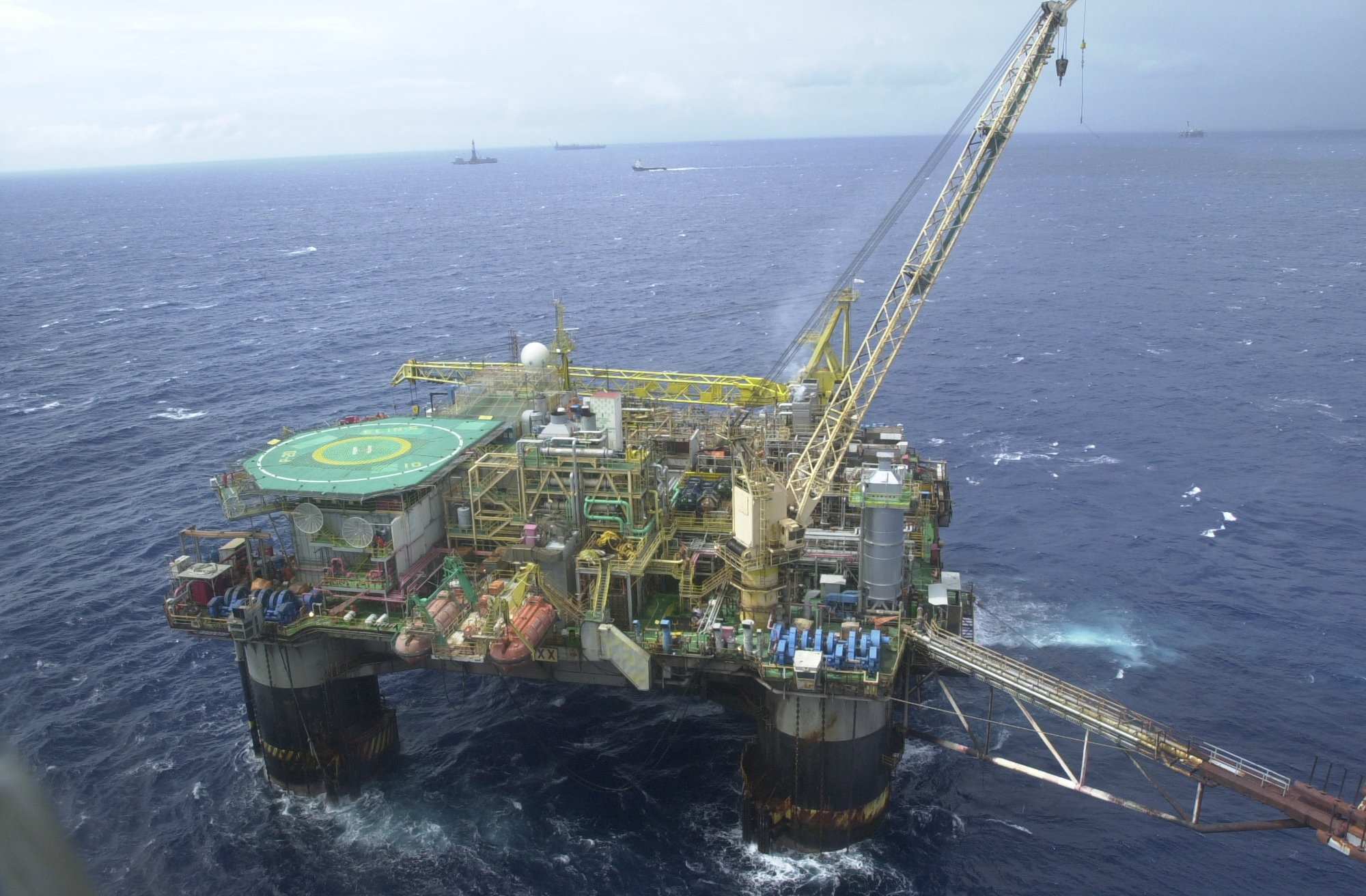
Plate-forme Petrobras (janvier 2009).

La production de pétrole assure au pays son autonomie. En matière de gaz, en revanche, il reste très dépendant des importations venant de la Bolivie. L'utilisation massive du béton dans la construction a utilisé beaucoup de sable. 

#### Énergies renouvelables
| Rang | Solaire thermique | Biodiesel (production) | Bioéthanol (production) |
| ---- | ----------------- | ---------------------- | ----------------------- |
| 1.   | Chine             | États-Unis             | États-Unis              |
| 2.   | Turquie           | Brésil                 | Brésil                  |
| 3.   | Brésil            | Argentine              | Chine                   |

Le Brésil utilise une part importante d’énergies renouvelables : 47,3 % de l’énergie brésilienne provient de sources renouvelables en 2010 (canne à sucre, hydroélectricité, bois...). La canne à sucre (pour l’éthanol en grande partie) garantie 18,3 % de l’énergie du Brésil et a dépassé la contribution des centrales hydroélectriques (15,2 %).
Le pays est un important producteur d'énergie hydroélectrique, avec les nombreux barrages, situés notamment dans le bassin du Paraná. Le Barrage d'Itaipu, construit entre 1975 et 1982, est le second plus grand au monde, derrière le barrage des Trois-Gorges (Chine). Le barrage de Belo Monte, objet de controverses, est construit en 2014. Le barrage Balbina, au nord de Manaus, est vivement critiqué sur le plan environnemental, avec 2 400 km2 de terres inondées pour une production très faible.

Panorama du barrage d'Itaipu.

#### Ressource en eau

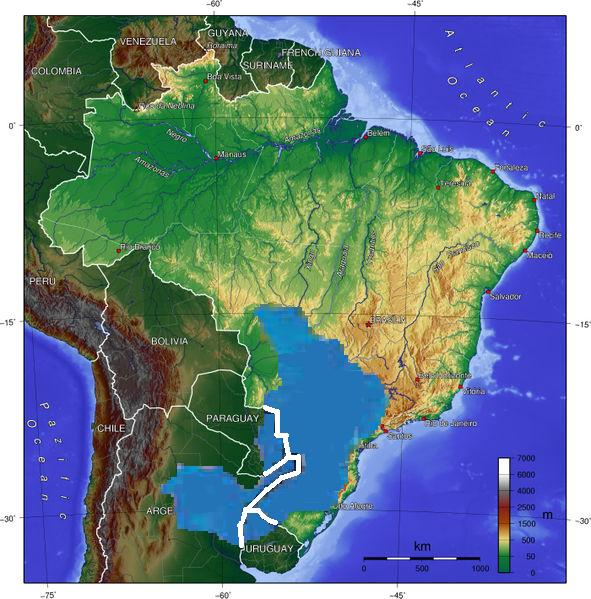
Aquifère Guarani

L'Amazonie fournit environ 12 % de l’eau potable dans le monde. L'industrie et l'agriculture prélèvent des quantités d'eau importantes au territoire.
L'Aquifère Guarani, le troisième réservoir d'eau souterraine mondial, est situé à plus de 70 % au Brésil (et également en Argentine, au Paraguay et en Uruguay). Cette importante nappe n'est pas gérée de façon durable, avec un excès de pompage et des rejets d'effluents pollués.
Le Brésil connait en 2021 sa pire sécheresse en un siècle selon les autorités ; une situation due  au phénomène climatique La Niña et à la déforestation en Amazonie (qui réduit l’humidité présente dans l’atmosphère).

### Pollutions

#### Les émissions de gaz à effet de serre (GES)
En 2007, le Brésil était le 17e plus gros émetteur de CO2 au monde, avec environ 1,1 % du total des émissions. En 2008, la part était de 1,4 %, avec 428 millions de tonnes de CO2. Chaque Brésilien émet 2,1 tonnes de CO2 par an, soit dix fois moins qu’un Australien, quatre fois moins que les Européens et moitié moins que la moyenne mondiale. Ils occupent la 86e position mondiale.
Les incendies volontaires visant à dégager des terrains pour les cultures sont à l'origine des trois-quarts des émissions de CO2 du Brésil.

#### La pollution de l'air
La pollution de l’air des grandes villes brésiliennes dépasse largement les limites tolérables établies par l’OMS. 
Du fait de l'exploitation importante du bois, la fumée des feux, des brûlis et des scieries contamine la qualité de l'air environnant.
Le Brésil est le troisième pays le plus pollué d'Amérique latine, après le Mexique et le Pérou.

#### La pollution de l'eau
L'eau est polluée par l'activité minière, l'industrie, l'agriculture intensive... En 2016, l’utilisation massive de pyriproxifène (produit chimique insecticide, larvicide) au Brésil est pointée du doigt. Elle est suspectée d'être une des causes de la brusque augmentation de cas de microcéphalies chez les embryons et nouveau-nés.
En 2001, la baie de Rio de Janeiro a été polluée par une importante fuite de pétrole de la compagnie Petrobras, de près d'un million de litres de brut. Cette zone est également touchée par les ordures et le déversement de liquides toxiques.
En raison de la richesse en mercure des sols, le développement bactérien (par exemple au sein des barrages hydroélectriques) dans l'eau peut entrainer la formation de méthylmercure avec des pollutions toxiques en aval.
Un programme dénommé PRODES  a été mis en place en 2008 pour aider les collectivités (du sud du pays principalement) à construire et entretenir des stations d'épuration performantes.
Selon une étude de plusieurs ONG de défense de l'environnement parue en 2019, les dauphins rose d'Amazonie présentent des niveaux jugés inquiétants de contamination au mercure, notamment en raison de l'orpaillage illégal. Le mercure se répand dans l'eau à cause de la déforestation, des incendies de forêt et entre dans la chaîne alimentaire des dauphins et des poissons, mais aussi des humains.

#### Marées noires
En novembre 2011, des champs pétrolifères au large de Rio de Janeiro connaissent d’importantes fuites, entrainant une marée noire sur le littoral brésilien. Les autorités, sous la présidence de Dilma Rousseff, poursuivent les dirigeants des entreprises fautives, notamment la multinationale américaine Chevron. En quelques jours, la fuite a été localisée à l’aide d’un sous-marin et réparée. En 2013, pour faire face à de nouvelles catastrophes de ce type, est créé le « Plan national d’urgence en cas de pollution par les hydrocarbures (PNC) ».
En octobre 2019, une marée noire en provenance des eaux internationales souille des dizaines de plages et mangroves du littoral brésilien. Le gouvernement est alors très critiqué pour son apathie devant la catastrophe. Le président brésilien met plus de 40 jours après que la marée noire a été signalée pour activer, partiellement, le PNC, dénonce un acte criminel visant à nuire à l’industrie pétrolière et accuse le Venezuela. De son côté, le ministre de l'Environnement Ricardo Salles met en cause l'ONG Greenpeace, insinuant que l'un de ses navires est à l'origine de la fuite de pétrole.

#### La gestion des déchets
Le Brésil produit 125 000 à 135 000 tonnes de déchets en tout genre chaque jour. 
Seuls 5 % des déchets urbains sont recyclés. Or les dépôts d'ordure produisent du méthane, gaz contribuant fortement au réchauffement climatique. 
Le Brésil recycle par contre 96,5 % des cannettes d’aluminium commercialisées sur le marché interne. En 2009, 50 % du papier consommé était recyclé.

### Impacts de l'urbanisation

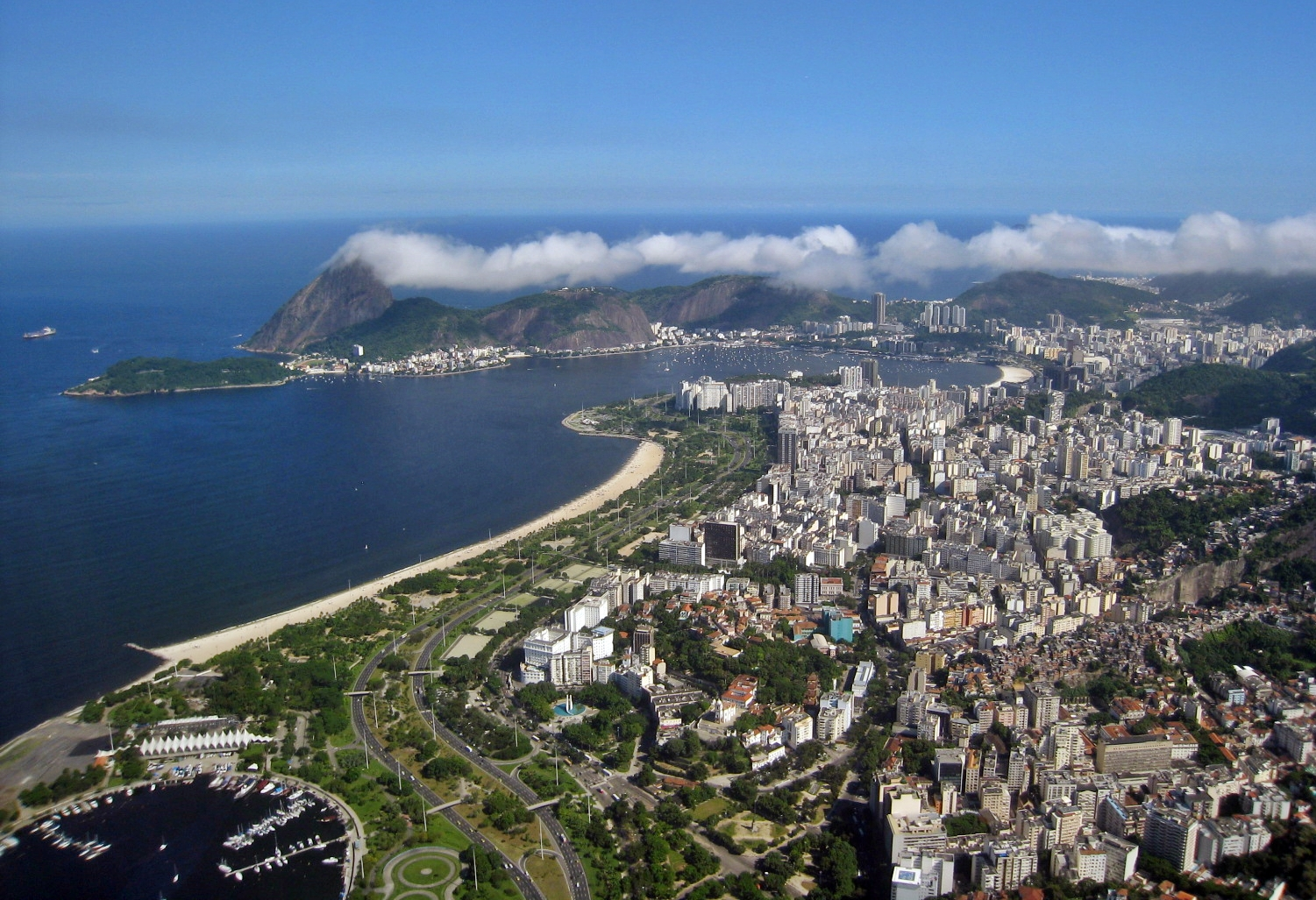
Rio de Janeiro

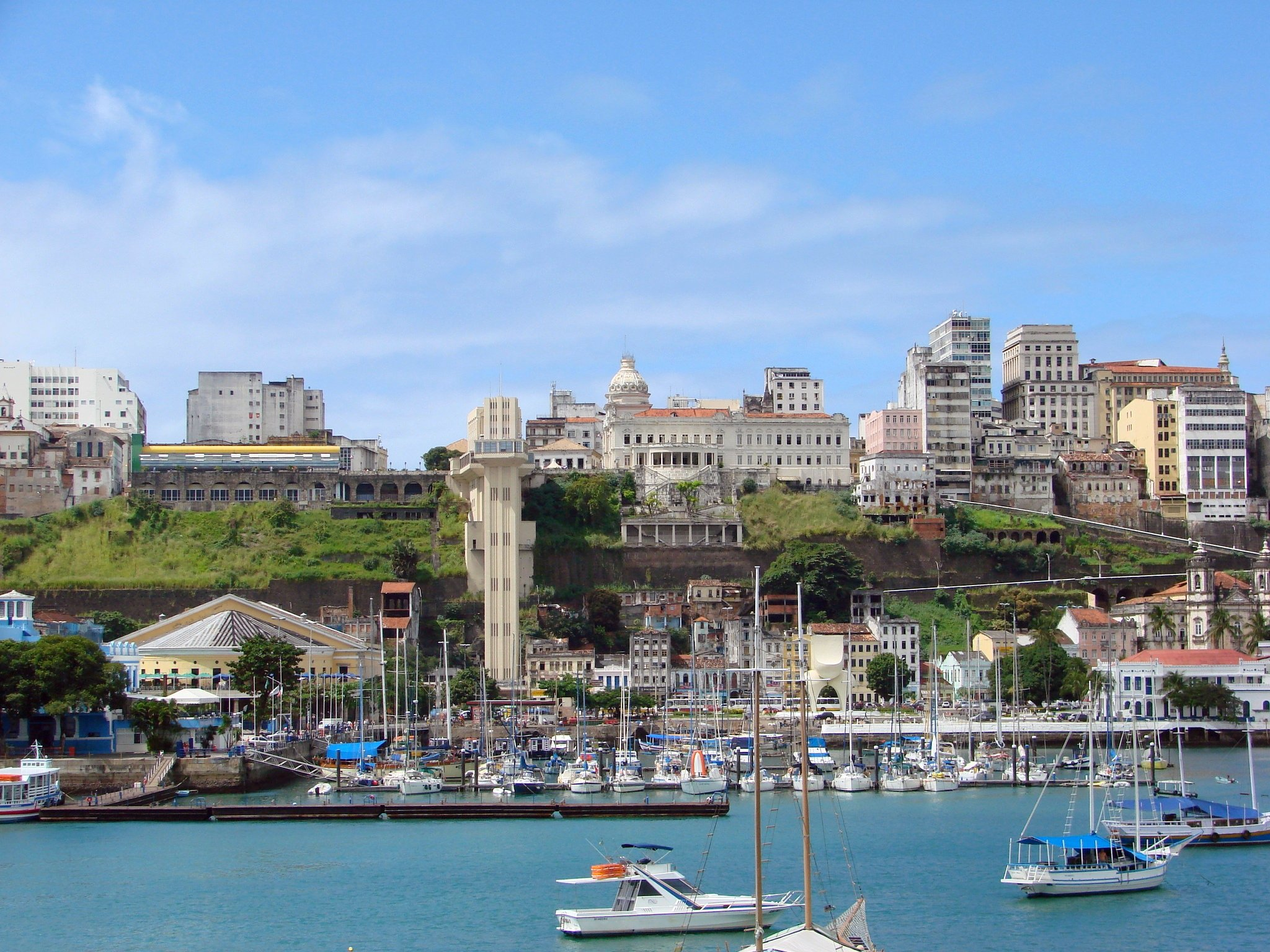
Salvador da Bahia

Le Brésil est un des pays ayant un niveau d’urbanisation le plus fort au monde, avec des grandes villes telles que Sao Paulo ou Rio de Janeiro. En 2015, Sao Paulo était la 13e plus grande ville du monde, avec près de 21 millions d'habitants.
| Rang | Ville             | 1991        | 2000         | 2007         | État              |
| ---- | ----------------- | ----------- | ------------ | ------------ | ----------------- |
| 1    | São Paulo         | +9 646 185, | +10 434 252, | +10 886 518, | São Paulo         |
| 2    | Rio de Janeiro    | +5 480 768, | +05 857 904, | +06 093 472, | Rio de Janeiro    |
| 3    | Salvador da Bahia | +2 075 273, | +02 443 107, | +02 892 625, | Bahia             |
| 4    | Brasília          | +1 601 094, | +02 051 146, | +02 455 903, | District fédéral  |
| 5    | Fortaleza         | +1 768 637, | +02 141 402, | +02 431 415, | Ceará             |
| 6    | Belo Horizonte    | +2 020 161, | +02 238 526, | +02 412 937, | Minas Gerais      |
| 7    | Curitiba          | +1 315 035, | +01 587 315, | +01 797 408, | Paraná            |
| 8    | Manaus            | +1 011 501, | +01 405 835, | +01 612 475, | Amazonas          |
| 9    | Recife            | +1 298 229, | +01 422 905, | +01 533 580, | Pernambuco        |
| 10   | Porto Alegre      | +1 263 403, | +01 360 590, | +01 420 667, | Rio Grande do Sul |
| 11   | Belém             | +1 244 689, | +01 280 614, | +01 408 847, | Pará              |

L’urbanisation du pays a commencé dans les années 1940 et le phénomène n’a pas cessé de s’amplifier jusque dans les années 1980, avant de connaître un léger ralentissement notamment dû à la baisse de la natalité du pays . 
Au début du processus, il s’agissait surtout d’une urbanisation littorale, qui s’est ensuite mutée en une urbanisation intérieure et généralisée, devenant alors plus concentrée.

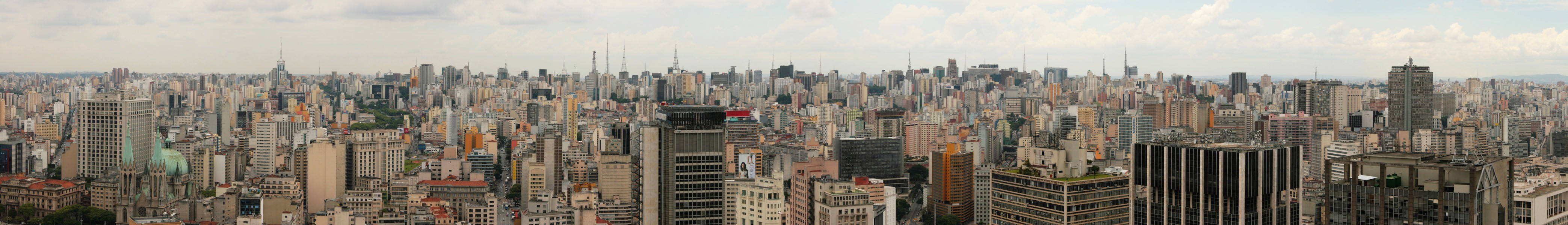
Région centrale de São Paulo.

## L'exposition aux risques

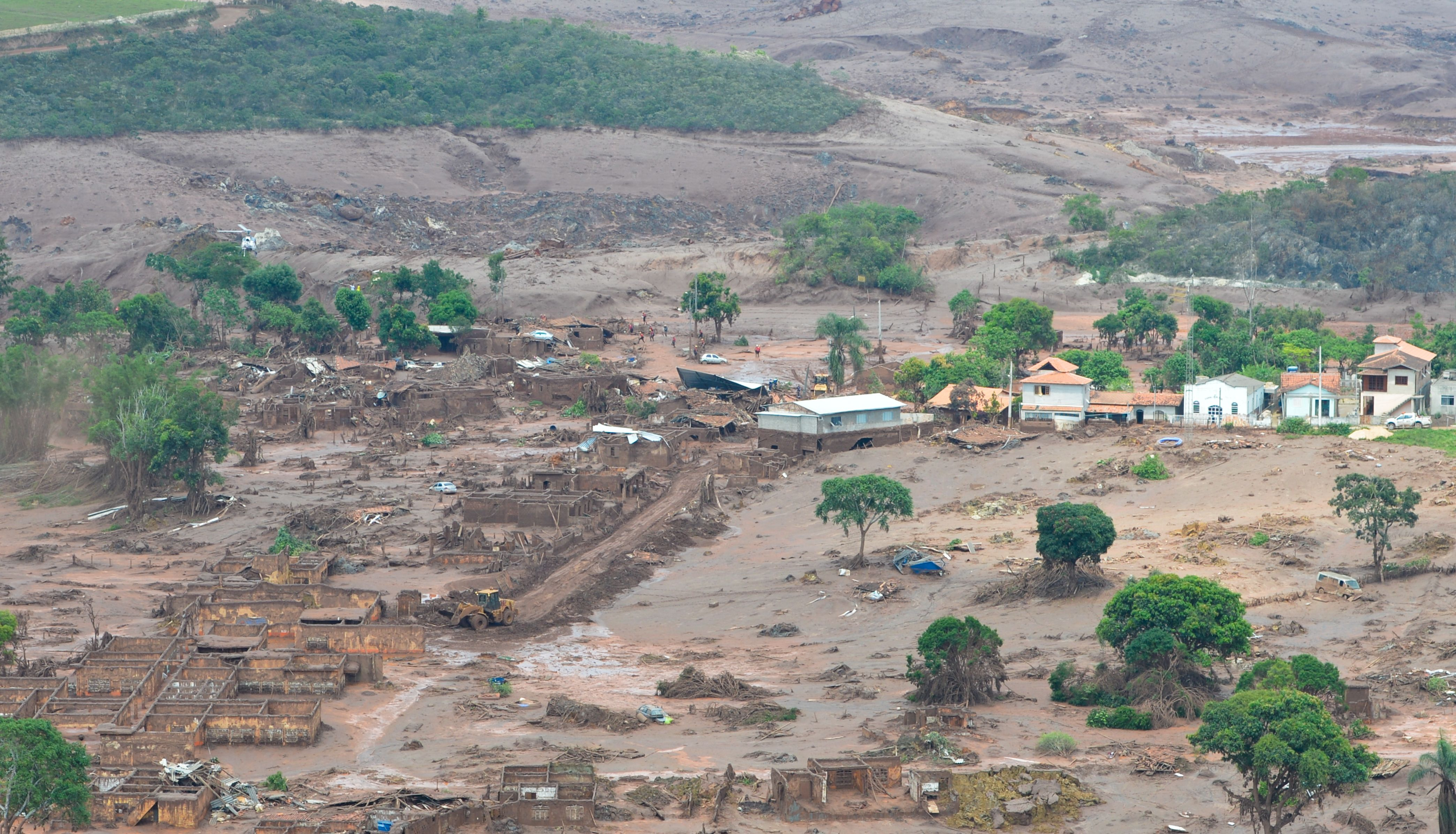
Le village de Bento Rodrigues après le désastre.

### Risques naturels
Le Brésil est exposé à de multiples aléas naturels : inondations et sécheresses  récurrentes (comme en 2011), tempêtes, incendies, glissements de terrain, séismes...
En novembre 2008, des inondations catastrophiques font 99 morts et 78 000 sans-abris dans l'État de Santa Catarina, au Brésil.

### Catastrophes écologiques
Le 5 novembre 2015, un village est englouti par une coulée de boues toxiques, à la suite de la rupture de deux barrages miniers (de Bento Rodrigues) à Mariana, une ville de l’État de Minas Gerais , dans le sud-est du Brésil. 19 personnes sont mortes et 50 ont été blessées. Des dizaines de millions de mètres cubes de boue polluée se sont déversés dans le rio Doce (la douce rivière), le cinquième plus grand fleuve du Brésil. En quelques jours, des millions de poissons sont morts d’asphyxie. La pollution s'est répandue sur 850 km et a atteint le littoral ; conduisant les habitants à surnommer ce fleuve le rio Morto (la rivière morte) en 2015. La catastrophe a privé plus de 500 000 personnes d'eau.

## Politique environnementale au Brésil

### Rôle des associations et des communautés

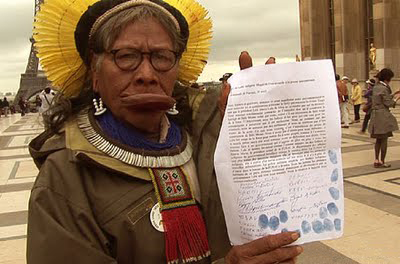
Le chef Raoni et les premières signatures de sa pétition internationale contre le barrage (photographie prise sur le parvis des droits de l'homme, au Trocadéro, à Paris).

De nombreuses organisations, ainsi que des porte-parole des peuples amérindiens de la forêt (par exemple le chef Raoni), se sont élevés pour la défense de la forêt amazonienne. Des expéditions scientifiques, comme celle du Radeau des cimes, ont mis en avant la richesse unique de la canopée. Les photographies vue du ciel (dont celles de Yann-Arthus Bertrand) ont également permis de prendre conscience de l'ampleur des phénomènes.
Depuis 2012, des indigènes de la tribu amazonienne Guajajara ont formé le groupe des Gardiens de la forêt, qui réalisent des patrouilles armées pour empêcher les incursions de trafiquants de bois.
En 2016, ce sont au moins 49 personnes qui ont été assassinées au Brésil en défendant l’environnement contre des entreprises ou des propriétaires terriens. Rosane Santiago Silveira, une militante des droits de l’environnement et des droits humains, a été brutalement torturée et assassinée dans la ville de Nova Viçosa (Bahia) le 29 janvier 2019.
Le président Bolsonaro met en cause les associations de protection de l’environnement dans les incendies qui frappent le pays, affirmant que celles-ci cherchent à obtenir des fonds. Des militants écologistes ou pompiers bénévoles sont arrêtés, emprisonnés, privés de leurs passeports et même tondus.

### Accords internationaux et déclinaison dans la politique nationale
Le sommet de la Terre de 1992 s'est tenu à Rio de Janeiro. Un programme de dépollution de la baie de Rio (un milliard de dollars) avait été lancé à cette occasion. Le Brésil n'était pas concerné par le protocole de Kyoto. La conférence de Copenhague de 2009 sur le climat est l'occasion de renégocier un accord international sur le climat remplaçant le protocole de Kyoto. Les pays émergents sont alors intégrés au processus.
En 1988, la constitution brésilienne a garanti des droits aux peuples autochtones, dont la délimitation des terres ancestrales, mais cette règle n'a pas été appliquée. Dans les années 2000, le gouvernement de Lula Da Silva a fait du développement des biocarburants une priorité politique, encourageant le déboisement de la forêt tropicale pour ce type de culture[réf. nécessaire]. Mais une loi exige des agriculteurs la préservation d’un minimum de 20 % de forêt native sur leurs propriétés, et un objectif de limitation de la déforestation a été fixé pour 2020, avec au plus 3 500 km2 de déforestation annuelle.
En 2006, un moratoire visant à protéger l'Amazonie brésilienne exclu tous les fournisseurs déboisant des parcelles pour la culture du soja. Le code forestier brésilien de 2012 oblige toute propriété agricole amazonienne à conserver 80 % de sa végétation initiale, cette « réserve légale » descend toutefois à 20 % pour la région du Cerrado.
Le projet de barrage de Belo Monte a également fait l'objet de longues controverses. Pour plus de 10 milliards d’euros, c’est le plus grand projet d’infrastructure du gouvernement de Dilma Rousseff.
Autour de 2011, le gouvernement a baissé la taxe qui pèse sur les combustibles fossiles, énergies à fortes émissions de carbone.

### Institutions et personnalités
Les milieux militaires et conservateurs affichent leurs réticences devant les premières lois visant à protéger la forêt amazonienne. Des documents de l'école de commandement de l'armée de terre décrivent les réserves indigènes comme le prélude à une « balkanisation » de l’Amazonie qui donnera naissance à de petits îlots indigènes « facilement manipulables par les pays riches ». Quant à l’exigence écologique, elle faciliterait l’émergence de « normes internationales éloignées du vieux principe d’égalité de droit entre les États, de non-intervention et d’autodétermination des peuples ». En décembre 1991, l’ancien ministre des armées Leônidas Pires Gonçalves, dans un entretien donné à la presse, explique que le secrétaire d’État à l’environnement lui inspire « la même haine que celle qu’il avait éprouvée jadis pour le dirigeant communiste Luís Carlos Prestes ».
En 2015, la Ministre de l’Environnement est Izabella Teixeira, et la présidente de l’Institut brésilien de l’environnement (Ibama) est Marilene Ramos. Une précédente ministre de l'Environnement, Marina Silva, avait démissionné le 13 mai 2008, pour protester contre la politique de développement des biocarburants[réf. nécessaire]. Aux élections présidentielles de 2010, elle est candidate pour le parti vert. Elle obtient 19 % des suffrages, en 3e position. En 2014, elle obtient 21 % des voix, mais pour le Parti socialiste brésilien. Mais en 2018, elle n'obtient que 1 % des voix, dans un contexte de crise économique et politique.
En 2017, Michel Temer fait ouvrir aux entreprises privées 4 millions d'hectares de forêt amazonienne, auparavant protégés par un statut de réserve naturelle.
En 2018, le climatosceptique d'extrême-droite Jair Bolsonaro arrive en tête au 1er tour de la présidentielle. Il se prononce pour le retrait du Brésil de l'accord de Paris sur le climat et pour la suppression du ministère de l'Environnement, qui fusionnerait avec celui de l'Agriculture. Il entend également construire une autoroute traversant la forêt amazonienne, répondre au lobby agroalimentaire en ouvrant des droits à la culture du soja et à l'élevage, ouvrir les territoires des communautés indigènes aux entreprises minières, assouplir les lois relatives à la protection de l'environnement et expulser des ONG écologistes,. Le gouvernement Bolsonaro décide d’accélérer la mise en vente de nouveaux pesticides, comme le demande l'agrobusiness. Au cours de ses trois premiers mois d'exercice, son gouvernement a approuvé la mise sur le marché de 121 nouveaux pesticides. Le président ratifie en décembre 2019 une loi devant grandement flexibiliser les conditions de régularisation de propriétés établies illégalement par la déforestation au Brésil, en particulier en Amazonie.
L'IBAMA, l'institut public chargé de la protection de l'environnement, voit son budget chuter de 24 % en 2019 sur décision de Jair Bolsonaro.

### Villes durables
Curitiba s'inscrit dans une démarche de ville durable avec 70 % des habitants utilisant des transports publics. La ville héberge en outre plus de 50 mètres carrés d'espaces verts par citoyen. La capitale est aussi connu par son équilibre wntrew la modernité et le respect de l'environnment.

### Évaluation environnementale globale
La canopée en tant que principal écotone (transition entre la forêt et l'atmosphère ensoleillée) joue un rôle majeur dans le cycle (non marin) du carbone et pour le rôle de puits de carbone des forêts (Amazonie notamment),. 
En 2015, l'organisation Global Footprint Network (GFN) indique que le Brésil a une réserve importante en biocapacité. La biocapacité s'élève à environ 6,38 gha (hectare global par habitant), l'empreinte écologique à 2,85 gha. Trois facteurs contribuent à cette empreinte, le bilan carbone, l’empreinte agricole et la consommation de bois.
Le jour du dépassement (date de l’année, calculée par l'ONG américaine Global Footprint Network, à partir de laquelle l’humanité est supposée avoir consommé l’ensemble des ressources que la planète est capable de régénérer en un an) du pays est le 31 juillet.